# Galverpeton
Galverpeton ibericum
Genre
Espèce
Galverpeton est un genre fossile de salamandres préhistoriques. L'espèce type est Galverpeton ibericum et selon Paleobiology Database, en 2022, le genre reste monotypique.

## Présentation
Ce genre Galverpeton et l'espèce Galverpeton ibericum ont été décrits en 1982 par Richard Estes (d) et Francisco de Borja Sanchíz (d),,. 
Cet amphibien disparu a vécu pendant les stades Barrémien et Aptien au début du Crétacé, dans ce qui est aujourd'hui l'Europe occidentale. 
Ses vestiges ont été trouvés dans la formation de Castellar (d), qui fait partie de l'assemblage fossile de Galve. Le fossile se trouve actuellement à l'Institut paléontologique Miquel Crusafont de Sabadell.
Galverpeton est apparenté aux genres Apricosiren, Bishara, Hylaeobatrachus, Marmorerpeton et Ramonellus. L'espèce type, Galverpeton ibericum, d'une famille incertae sedis, était probablement un animal au corps mince qui ressemblait aux salamandres ambystomatides et pléthodontides, constituant aussi la première attestation des groupes de salamandres dérivés.

## Étymologie
Le nom générique, Galverpeton, est la combinaison de Galve, le lieu où les fossiles ont été trouvés, et du grec ancien ἑρπετόν, erpetón, « reptile ».
L'épithète spécifique, ibericum, fait référence à la péninsule Ibérique

## Publication originale
- (en) Richard Estes et Borja Sanchíz, « Early Cretaceous Lower Vertebrates from Galve (Teruel), Spain », Journal of Vertebrate Paleontology, SVP et Taylor & Francis, vol. 2, no 1,‎ mai 1982, p. 21-39 (ISSN 0272-4634 et 1937-2809, OCLC 238100068, DOI 10.1080/02724634.1982.10011915, JSTOR 4522878).